# Le Tronchet (Ille-et-Vilaine)
Le Tronchet (bret. Ar Granneg) – miejscowość i gmina we Francji, w regionie Bretania, w departamencie Ille-et-Vilaine.
Według danych na rok 1990 gminę zamieszkiwało 818 osób, a gęstość zaludnienia wynosiła 72 osoby/km² (wśród 1269 gmin Bretanii Le Tronchet plasuje się na 652. miejscu pod względem liczby ludności, natomiast pod względem powierzchni – na miejscu 791.).